# Xenomela
Xenomela là một chi bọ cánh cứng trong họ Chrysomelidae.
Chi này được miêu tả khoa học năm 1884 bởi Weise.

## Các loài
Các loài trong chi này gồm:
- Xenomela ballioni Lopatin, 1989
- Xenomela belousovi Lopatin, 1989
- Xenomela karatavica Lopatin, 1989
- Xenomela konstantinovi Lopatin, 1995
- Xenomela laevigata Lopatin, 1989
- Xenomela ovczinnikovi Lopatin, 1995